# Jaime Partagás y Ravell
Jaime Buenaventura Ambrós Partagás Ravell  (Arenys de Mar, 1816 - Vuelta abajo, Cuba, 1868), hijo de Jaime Partagás (sastre) y de Teresa Ravell. Su origen fue investigado por Jose Maria Pons Guri en los archivos de Arenys de Mar.
Emigrado a Cuba en 1831 fundó con la ayuda del comerciante de Lloret de Mar Juan Conill una pequeña fábrica de tabaco en La Habana en 1845. Desde el principio, tenía la ambición de emprender una producción a mayor escala, pero no disponía del capital suficiente para entrar en el grupo de los grandes. También emigró a Cuba su primo Prudencio Salvador, posteriormente marqués de Rabell.
Mientras esperaba su momento oportuno, se dedicó juiciosamente a comprar diferentes plantaciones en la región de Vuelta Abajo, convirtiéndose en propietario de muchas de las mejores plantaciones del cultivo de tabaco de Cuba. Tardó veinte años antes de poder conseguir el interés de los inversores en su proyecto.
Por fin y con el apoyo de los accionistas, en 1845 creó en La Habana, la empresa  La Flor de Tabacos de Partagás y Cía, en el n º 60 de la calle de "la Industria". El hecho de tener la posibilidad de elegir entre los mejores tabacos de la isla dio a la marca un éxito increíble. El nombre, más adelante se cambió a "Real Fábrica de Tabaco Partagás", y supuestamente se eligió este nombre, ya que por su calidad Jaume Partagàs había llegado a ser proveedor de puros de la nobleza de diferentes países de Europa y Asia. Fue presidente de la Sociedad de Beneficencia de Naturales de Cataluña.
El 18 de julio de 1868, poco después de recibir la sentencia de su juicio contra Pedro Mató, Jaime Partagás murió asesinado al recibir un balazo en una de las plantaciones de Vuelta Abajo.

## Mejoras en la industria del tabaco
Jaume Partagás fue de los primeros en concentrarse meticulosamente en las técnicas para mejorar la producción, especialmente experimentando con diversos métodos de fermentación y envejecimiento del tabaco. La fábrica en que se elaboraban los puros en la calle de la Industria, es un suntuoso edificio de estilo colonial. Aún sigue allí, actualmente, y, aunque ha pasado por una renovación en 1987, sigue siendo la fábrica de puros más antigua de Cuba. Es una de las mayores atracciones turísticas de La Habana y, por el aficionado a los puros, una visita imprescindible.
Se le atribuye la introducción la figura del «lector» en su fábrica, que tenía la importante misión de leer en voz alta diarios y novelas para entretener a torcedores de puros, mientras trabajaban. La primera aparición del lector en las fábricas fue muy apreciada por los trabajadores, y llegó a ser considerada algo así como un derecho social y cultural. La importancia del papel jugado por el lector se puede apreciar por el largo período de tiempo que duró, aunque apareció un competidor de alta tecnología para ocupar su lugar: la radio.